# Leandro Olima
Leandro Facundo Olima (Yerba Buena, Tucumán, 14 de septiembre de 2008) es un futbolista argentino que juega como volante en Atlético Tucumán de la Liga Profesional.

## Carrera

### Atlético Tucumán
Olima nació en Horco Molle, ubicado en el departamento Yerba Buena y se formó en Atlético Tucumán desde infantiles. Debutó en Primera División el 16 de diciembre de 2024, en un partido con Central Córdoba, a los 16 años. Al momento de su debut, Olima se convirtió en el jugador más joven en debutar en la Liga Profesional 2024.

## Clubes
| Club             | País      | Año             | PJ | Anotado |
| ---------------- | --------- | --------------- | -- | ------- |
| Atlético Tucumán | Argentina | 2024 - Presente | 1  | 0       |